# Alismatidae
Las Alismatidae es el grupo de plantas angiospermas, que en la clasificación de Heywood, incluye cuatro órdenes con 16 familias.
- Orden Alismatales
  - Butomaceae
  - Limnocharitaceae
  - Alismataceae
- Orden Hydrocharitales
  - Hydrocharitaceae
- Orden Najadales
  - Aponogetonaceae
  - Scheuchzeriaceae
  - Juncaginaceae
  - Potamogetonaceae
  - Ruppiaceae
  - Najadaceae
  - Zannichelliaceae
  - Posidoniaceae
  - Cymodoceaceae
  - Zosteraceae
- Orden Triuridales
  - Petrosaviaceae
  - Triuridaceae

## Alismatidae en el sistema Takhtajan
El sistema Takhtajan las trata como una de seis subclases en la clase Liliopsida (=monocotiledóneas). Consiste de:
- subclase Alismatidae
superorden Alismatanae
orden Butomales
orden Hydrocharitales
orden Najadales
orden Alismatales
orden Aponogetonales
orden Juncaginales
orden Potamogetonales
orden Posidoniales
orden Cymodoceales
orden Zosterales

## Alismatidae en el sistema Cronquist
El sistema Cronquist las trata como una de cuatro subclases en la clase Liliopsida (=monocotiledóneas). Consiste de (1981):
- subclase Alismatidae
orden Alismatales
orden Hydrocharitales
orden Najadales
orden Triuridales

Esta subclase comprende menos de quinientas especies en total: muchas de ellas son acuáticas o semiacuáticas (ver 
Info de Alismatidae).

## Sistema APG II
El sistema APG II no usa nombres botánicos formales arriba del rango de orden; y asigna muchas de las plantas en el (expandido) orden Alismatales, en el clado 'monocots', aunque las especies en el orden Cronquist  Triuridales están asignadas a casi diferentes lugares.